# Las aventuras del Principito
Las aventuras del Principito (星の王子さま プチ・プランス Hoshi no Ōjisama Puchi Puransu?) es una serie de anime de 1978. Se inspira en el personaje de ficción El Principito de Antoine de Saint-Exupéry.

## Trama
El Principito vive en el pequeño asteroide B612. Allí se dedica a limpiar los volcanes, quitar los baobabs y a cuidar de su rosa. Un día decide conocer otros planetas en compañía de Swifty, un ave del espacio. El Principito atrapa un cometa con una red para cazar mariposas cuando quiere transportarse (aunque para hacer eso, el Principito es primero elevado por una bandada de aves encabezada por Swifty). En cada viaje, él hace nuevos amigos. El Principito siempre regresa a su asteroide al final de cada episodio. El planeta Tierra es el destino de la mayor parte de sus desplazamientos. En algunos episodios aparecen personajes conocidos como el aviador y el astrónomo turco. La voz del aviador se escucha también al inicio y final de cada episodio, por ser el narrador de la serie.

## Contenido de la obra

### Anime
Fue una producción del estudio Knack Productions. Se estrenó el 4 de julio de 1978 por TV Asahi. La última transmisión fue el 27 de marzo de 1979, para un total de 39 episodios.
La voz del Principito fue hecha por el seiyū Taiki Matsuno.

### Temporada 1
1. Higher Than Eagles Fly!
2. Shipwreck!
3. On Wings of Love
4. Rob the Rainbow
5. A Small Alien
6. Somewhere in Space
7. Visit to Another Planet
8. The Perfect Planet
9. The Wolf Pack
10. The Star Gazer
11. Last Voyage of the Rose
12. The Chimney Sweep
13. The Greatest Gift

### Temporada 2
1. (14) Too Big for This World!
2. (15) The Winning Ride
3. (16) To Be a Man
4. (17) The Magic Case
5. (18) Always Listen to a Fox
6. (19) The Dancing Bear
7. (20) Hitch Onto Halley's Comet
8. (21) A Light in the Storm
9. (22) What Makes Mitzi Mean?
10. (23) The Wishing Stone
11. (24) A Different World
12. (25) Erase All Beauty
13. (26) Play It Again, Sean!

## Voces
- Principito: Taiki Matsuno
- Saten: Keiko Yokozawa
- Jefe: Kazue Takahashi
- Peter: Kaoru Kurosu
- Anciano: Minoru Yada
- Danya:
- Narrador: Masaaki Yajima